# Emily Thorn Vanderbilt
Emily Thorn Vanderbilt (31 janvier 1852 - 28 juillet 1946) est une philanthrope américaine et membre de l'éminente famille Vanderbilt. Elle finance la création du Sloane Hospital for Women de New York en 1888 avec une dotation de plus de 1 000 000 $ ,.

## Biographie
Elle est née en 1852, cinquième enfant et deuxième fille de William Henry Vanderbilt (1821-1885) et Maria Louisa Kissam (1821-1896). Ses grands-parents paternels sont Cornelius Vanderbilt (1794-1877) et sa femme, Sophia Johnson (1795-1868) .
Elle finance la création du Sloane Hospital for Women de New York avec une dotation de plus de 1 000 000 $ ,. L'hôpital fait maintenant partie du NewYork-Presbyterian / Morgan Stanley Children's Hospital et est toujours utilisé aujourd'hui .
En 1885, elle et son mari chargent Peabody et Stearns de construire Elm Court, le gigantesque « cottage » de Style Shingle à Lenox, dans le Massachusetts .

## Vie privée
En 1872, Vanderbilt, vingt ans, épouse William Douglas Sloane (1844-1915). Sloane est le frère d'Henry T. Sloane de la société de tapis W. &amp; J. Sloane, et ensemble, Emily et William ont trois filles et deux fils:
- Florence Adele Sloane (1873-1960), épouse de James Abercrombie Burden Jr. et de Richard Montgomery Tobin.
- Emily Vanderbilt Sloane (en) (1874-1970), qui épouse l'avocat John Henry Hammond III.
- Lila Vanderbilt Sloane (1878-1934)[7], épouse de William Bradhurst Osgood Field.
- William Douglas Sloane (1883-1884)
- Malcolm Douglas Vanderbilt Sloane (1885-1924), qui épouse Elinor Lee.

La famille vit au Vanderbilt Triple Palace sur la Cinquième Avenue à New York.
En 1920, après la mort de Sloane, elle épouse Henry White (1850-1927), ambassadeur américain en France et en Italie, et signataire du traité de Versailles,.
Elle est décédée le 28 juillet 1946 à Lenox, Massachusetts.